# Tamar Sanikadze
Tamar Sanikadze (georgiska: თამარ სანიკიძე), född 30 augusti 1978 i Tbilisi, är en georgisk politiker som sedan 18 juli 2013 innehar posten som Georgiens utbildnings- och forskningsminister. Hon efterträdde Giorgi Margvelasjvili på posten sedan denne utsågs till Georgiska drömmens kandidat i presidentvalet i Georgien 2013.
Sanikadze är utbildad vid Tbilisis universitet och vid det georgiska institutet för utrikespolitik. Hon har även tidigare varit ekonomichef vid samma institut.

## Privatliv
Utöver sitt modersmål georgiska talar Sanikadze engelska och ryska flytande.